# Jawi cham
Le jawi cham est une variante du jawi, une adaptation de l’alphabet arabe, utilisée en cham.